# Dalai (köpinghuvudort i Kina, Heilongjiang Sheng, lat 46,68, long 129,95)
Dalai (kinesiska: 大来, 大来镇) är en köpinghuvudort i Kina. Den ligger i provinsen Heilongjiang, i den nordöstra delen av landet, omkring 270 kilometer öster om provinshuvudstaden Harbin. Antalet invånare är 18 810. Befolkningen består av 9 165 kvinnor och 9 645 män. Barn under 15 år utgör 11,0 %, vuxna 15-64 år 80 %, och äldre över 65 år 7,0 %.
Runt Dalai är det ganska tätbefolkat, med 78 invånare per kvadratkilometer. Närmaste större samhälle är Xianglan, 15,3 km väster om Dalai. Trakten runt Dalai består till största delen av jordbruksmark.
Genomsnittlig årsnederbörd är 881 millimeter. Den regnigaste månaden är juli, med i genomsnitt 195 mm nederbörd, och den torraste är januari, med 6 mm nederbörd.